# Между любовью и прощанием
«Между любовью и прощанием» (англ. Between Love & Goodbye) — романтическая музыкальная гей-драма сценариста и режиссёра Каспера Андреаса.

## Сюжет
Гомосексуалы Кайл и Марсель влюбились друг в друга и решили сделать свои отношения долгими и стабильными. Однако есть одна проблема: Марсель является гражданином Франции, и срок его американской визы истекает. Так как парни не могут вступить в брак на законных основаниях (однополые браки в США запрещены), они разрабатывают план: Марсель для видимости и отчёта перед эмиграционными властями США заводит отношения, а затем женится на лесбиянке и подруге Кайла по имени Сара. Это позволяет ему получить «зелёную карту» и остаться жить и работать в Соединённых Штатах. Всё получилось так, как было задумано. Но появляется сестра Кайла — трансгендерная женщина Эйприл (бывшая уличная проститутка), которая решила завязать с прошлым и временно пожить у брата. Невзлюбив Марселя, она пытается отравить его отношения с Кайлом и, в конце концов, ей это удаётся. Кайл и Марсель ещё совсем недавно и подумать не могли, что от любви до ненависти всего один шаг.

## В ролях
- Саймон Миллер — Кайл
- Джастин Тэнсэн — Марсель
- Джейн Эллиот — Сара
- Роб Хармон — Эйприл

## Саундтрек
Саундтрек к фильму выпущен в 2009 году отдельным альбомом с одноимённым названием. Большинство песен в картине исполняется трио «The Inertia Kiss», в состав которого входят Саймон Миллер и Роб Хармон, играющие главные роли в фильме.
| №  | Название композиции      | Исполнитель      |
| -- | ------------------------ | ---------------- |
| 1  | Between Love and Goodbye | The Inertia Kiss |
| 2  | Boyfriend                | The Inertia Kiss |
| 3  | What’s the Color of Love | The Inertia Kiss |
| 4  | Born Loser               | The Inertia Kiss |
| 5  | I Won’t Say Adieu        | The Inertia Kiss |
| 6  | I Remember Love          | Sarah Dawn Finer |
| 7  | Able                     | Abigail Payne    |
| 8  | Space                    | Kevin Henry      |
| 9  | Superstar Car Crash      | Salme Dahlstrom  |
| 10 | Serve It Up              | Quentin Elias    |

## Награды и фестивали
В 2009 году на Кинофестивале «Дель Соль», в Гран-Канарии в номинации «Лучший актёр» приз получил Роб Хармон.
Фильм участвовал в программах следующих фестивалей:
- Кинофестиваль геев и лесбиянок в Сеуле, 2009
- Кинофестиваль геев и лесбиянок «FilmOut» в Сан-Диего, 2009
- Кинофестиваль геев и лесбиянок «Outtakes» в Далласе, 2009
- Кинофестиваль геев и лесбиянок В Бостоне, 2009
- Кинофестиваль геев и лесбиянок в Брисбене, 2009
- Кинофестиваль «Perth Queer», 2009
- Кинофестиваль геев и лесбиянок в Питтсбурге, 2009
- Кинофестиваль «Verzaubert», 2009
- Международный кинофестиваль в Кливленде, 2009
- Кинофестиваль гей-фильмов на Лонг-Айленде, 2009
- Кинофестиваль «Mardi Gras» в Сиднее, 2009
- Гей и лесби кинофестиваль в Брюсселе, 2009
- Кинофестиваль «Дель Соль» в Майорке, 2009
- Международный кинофестиваль в Форт-Лодердейле, 2009
- Кинофестиваль геев и лесбиянок в Индианаполисе, 2009
- Кинофестиваль геев и лесбиянок в Мадриде, 2009
- Кинофестиваль геев и лесбиянок в Питтсбурге, 2008
- ЛГБТ-кинофестиваль в Сиэтле, 2008
- Кинофестиваль геев и лесбиянок в Лонг-Бич, 2008
- Кинофестиваль геев и лесбиянок в Тампе, 2008
- Кинофестиваль «Iris Prize» в Кардиффе, 2008
- Кинофестиваль геев и лесбиянок в Портленде, 2008
- Кинофестиваль геев и лесбиянок в Фресно, 2008
- Кинофестиваль «Fire Island», 2008
- ЛГБТ-кинофестиваль в Сарасоте, 2008
- Кинофестиваль геев и лесбиянок в Северной Каролине, 2008
- Кинофестиваль в Провиденсе, 2008
- Кинофестиваль геев и лесбиянок в Дублине, 2008
- Кинофестиваль геев и лесбиянок в Филадельфии, 2008
- Кинофестиваль «NewFest» в Нью-Йорке, 2008
- Кинофестиваль «Rainbow» в Гонолулу, 2008
- Кинофестиваль «Pink Apple» в Цюрихе, 2008